# Coeficiente de dilatación

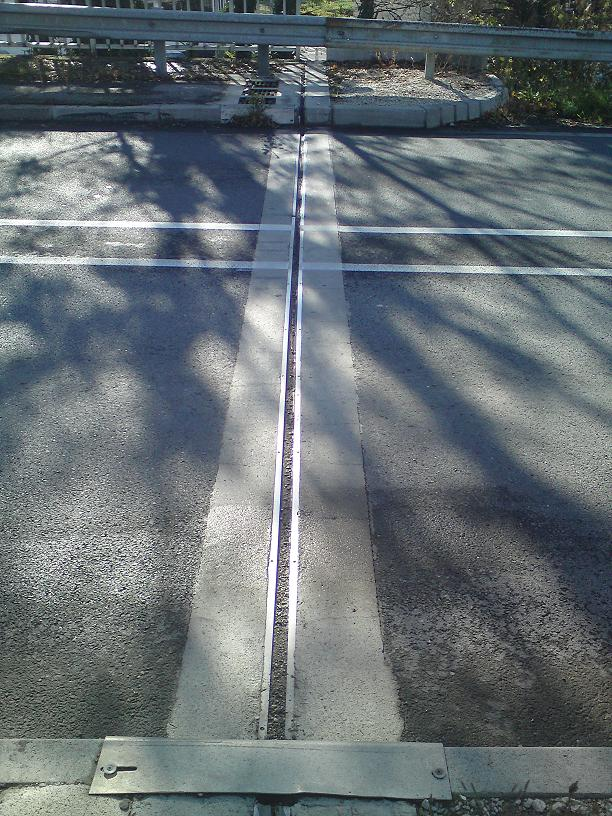
Junta de dilatación de un puente. Si estas juntas no se construyesen, la dilatación térmica de los materiales cuando aumentase la temperatura generaría unos esfuerzos tan grandes que fracturarían el puente. Para calcular estas juntas se necesita conocer el coeficiente de dilatación térmica.

El coeficiente de dilatación (o más específicamente, el coeficiente de dilatación térmica) es el cociente que mide el cambio relativo de longitud o volumen que se produce cuando un cuerpo sólido o un fluido dentro de un recipiente cambia de temperatura sufriendo una dilatación térmica.
De forma general, durante una transferencia de calor, la energía que está almacenada en los enlaces intermoleculares o entre dos átomos cambia. Cuando la energía almacenada aumenta, también lo hace la longitud de estos enlaces. Así, los sólidos normalmente se expanden al calentarse y se contraen al enfriarse; este comportamiento de respuesta ante la temperatura se expresa mediante el coeficiente de dilatación térmica (típicamente expresado en unidades de °C-1):

{\displaystyle \alpha ={\frac {1}{V}}\left({\frac {\partial V}{\partial T}}\right)}

## Linealidad del coeficiente de dilatación térmica
Por lo general, como ya se ha apuntado, los sólidos se dilatan al calentarlos y se contraen al enfriarse. Se suele suponer que el coeficiente de dilatación térmica {\displaystyle \alpha } es constante (es decir, que su valor no varía con la temperatura), lo que implica asumir que existe una relación lineal, de proporcionalidad, entre los incrementos de temperatura y los incrementos de longitud. Esto no es estrictamente cierto, aunque para un gran número de aplicaciones es una aproximación aceptable.

## Sólidos
Para los sólidos, el coeficiente de dilatación más utilizado es el coeficiente de dilatación lineal αL. 

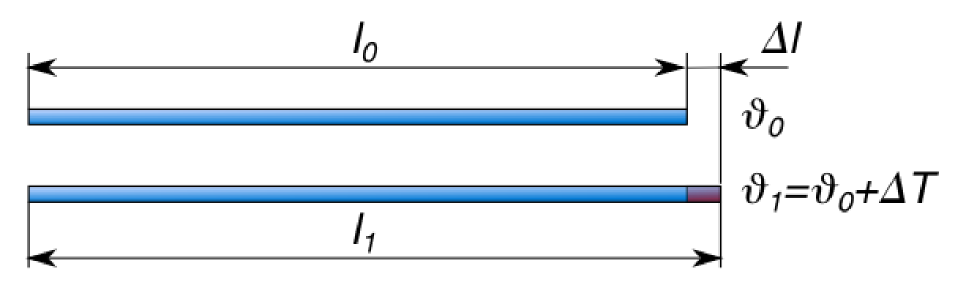
Cambio de longitud de una varilla por expansión térmica.

 Para una dimensión lineal cualquiera, se puede medir experimentalmente comparando el valor de dicha magnitud antes y después de cierto cambio de temperatura, como:

{\displaystyle \alpha _{L}={\frac {d\ln L}{dT}}\approx {\frac {1}{L}}{\frac {\Delta L}{\Delta T}}}

El símbolo para este coeficiente suele ser la letra griega alfa {\displaystyle \alpha \;} o la letra lambda {\displaystyle \lambda \;}.

## Gases y líquidos
En gases y líquidos es más común usar el coeficiente de dilatación volumétrico {\displaystyle \alpha _{V}} o {\displaystyle \beta }, que viene dado por la expresión:

{\displaystyle \alpha _{V}={\frac {d\ln V}{dT}}\approx {\frac {1}{V}}{\frac {\Delta V}{\Delta T}}}

Para sólidos, también puede medirse la dilatación volumétrica, aunque resulta menos importante en la mayoría de aplicaciones técnicas. A partir del cálculo se deduce que el coeficiente de dilatación volumétrico es el triple del coeficiente de dilatación lineal, por lo tanto, para los rangos donde el coeficiente es constante se cumple que:

{\displaystyle {\alpha _{V}}=3\alpha _{L}}

## Aplicaciones

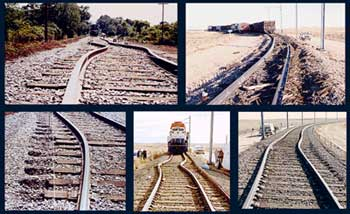
El efecto de sobretensión por dilatación térmica de los carriles soldados de las vías del ferrocarril causó 190 descarrilamientos de trenes entre 1998–2002 solamente en los Estados Unidos.

El conocimiento del coeficiente de dilatación lineal adquiere una gran importancia técnica en muchas áreas tanto del diseño industrial como de la construcción de grandes estructuras.
Montaje de vías de ferrocarril. Neutralización de tensiones
Un buen ejemplo son los rieles del ferrocarril; estos van soldados unos con otros, por lo que pueden llegar a tener una longitud de varios centenares de metros. Si la temperatura aumenta mucho la vía férrea se desplazaría por efecto de la dilatación, deformando completamente el trazado. Para minimizar este efecto, se estira el carril artificialmente mediante gatos hidráulicos, produciendo una dilatación equivalente a la dilatación natural que se produciría por dilatación térmica hasta alcanzar la temperatura media, y se corta el sobrante, para volver a soldarlo. A este proceso se le conoce como neutralización de tensiones.
Para ello, se toma la temperatura media de la zona donde se instala el carril (temperatura de neutralización), y se le resta la que se registre en el momento en que se vayan a neutralizar las tensiones (siempre que sea inferior a la anterior; en caso contrario, habría que "comprimir" el carril en vez de estirarlo, lo que en la práctica no es factible porque pandearía de forma incontrolada). El resultado se multiplica por el coeficiente de dilatación del acero y por la longitud de vía a neutralizar, obteniéndose así la longitud en que debe estirarse el carril (como se ha señalado, aplicando tracción mecánica mediante gatos) antes de fijarlo en su posición definitiva.
Ejemplo: se quiere dar continuidad mediante soldadura a un carril (una típica barra larga soldada) de 288 m de longitud. La temperatura media de la zona es de 20 °C, y en el momento del montaje, el carril está a 10 °C (por lo tanto la variación de temperatura para aplicar en la fórmula es de 10 °C). La longitud en la que habrá que estirar el carril antes de soldarlo para obtener su neutralización es:

{\displaystyle \Delta L=L\ \Delta T\ \alpha =288m\ {10}^{o}C\ 1,2\ 10^{-5}=0,0345m=3,45cm}

Advertencia: En este ejemplo se está dando por supuesto un coeficiente de dilatación lineal para el acero de 1,2 10^-5, sin embargo en la tabla de coeficientes indica otra cantidad para dicho material (11.5 10-6 °C-1), tenga en cuenta que el valor puede no ser correcto.
Grandes puentes de tablero continuo
En puentes de gran longitud, la dilatación térmica es un efecto de considerable importancia estructural, que puede llegar a condicionar su diseño. Por ejemplo, en un puente de acero de 1000 m de longitud con tablero continuo, en una zona donde la temperatura oscile entre los -10 °C y los 40 °C (oscilación térmica de 50 °C), la variación de longitud del puente (también denominada "carrera") que se registra es de:

{\displaystyle \Delta L=L\ \Delta T\ \alpha =1000m\ {50}^{o}C\ 1,2\ 10^{-5}=0,600m=60cm}

Esta circunstancia obliga a disponer juntas especiales para absorber estos cambios de longitud entre los estribos de la estructura, y en el caso específico de los ferrocarriles, a adoptar unos dispositivos de vía especiales denominados aparatos de dilatación. Curiosamente, el acero y el hormigón (materiales más usuales en los puentes), tienen coeficientes de dilatación prácticamente equivalentes.
Péndulo de parrilla
El péndulo de parrilla es un ingenioso montaje mecánico, diseñado para mantener constante la longitud del péndulo de este tipo de relojes, evitando así las variaciones de su marcha provocadas por los cambios de temperatura. Básicamente, consiste en dividir en dos la varilla del péndulo, intercalando entre las dos mitades otras dos varillas intermedias de un material mucho más dilatable formando la parrilla, que compensa en sentido contrario automáticamente la dilatación de la varilla principal.
Dispositivos termostáticos mecánicos
Antes de la generalización del uso de la electrónica, e incluso actualmente, se emplea una amplia serie de dispositivos termostáticos que utilizan esta propiedad de los materiales al calentarse. Pueden citarse los reguladores mecánicos de temperatura de los sistemas de calefacción (con relés con forma de muelle espiral tarados para abrir o cerrar un circuito a la temperatura seleccionada); los reguladores de electrodomésticos tan comunes como los tostadores de pan; los termostatos dispuestos en los motores de los automóviles para evitar su sobrecalentamiento accidental; o los grifos termostáticos, que consiguen equilibrar de forma sencilla y eficiente los caudales de agua fría y agua caliente para conseguir una mezcla a temperatura constante.

## Valores del coeficiente de dilatación lineal
Algunos coeficientes de dilatación que son constantes cuando el cambio de temperatura es menor que 100 °C son:
| Material            | α (10-6 °C-1) | Material           | α (10-6 °C-1) | Material           | α (10-6 °C-1) | Material         | α (10-6 °C-1) |
| ------------------- | ------------- | ------------------ | ------------- | ------------------ | ------------- | ---------------- | ------------- |
| Hormigón            | 8 a 12        | Acero              | 11.5          | Hierro             | 12            | Plata            | 19            |
| Oro                 | 14            | Invar              | 0,4           | Plomo              | 30            | Zinc             | 30            |
| Aluminio            | 23            | Latón              | 18            | Cobre              | 17            | Vidrio           | 7 a 9         |
| Cuarzo              | 0,4           | Hielo              | 51            | Diamante           | 1,2           | Grafito          | 8             |
| Fibra de carbono    | –0.8          | Etanol             | 250           | Arseniuro de galio | 5.8           | Gasolina         | 317           |
| Vidrio borosilicato | 3.3           | Vidrio Pyrex       | 3.2           | Madera de roble    | 54            | Abeto (radial)   | 27            |
| Abeto (tang.)       | 45            | Abeto (long.)      | 3.5           | PP                 | 150           | PVC              | 52            |
| Zafiro              | 5.3           | Carburo de silicio | 2.77          | Sílice             | 2.56          | Acero inoxidable | 10.1 ~ 17.3   |

### Valores del coeficiente de dilatación de los elementos químicos
- Coeficientes de dilatación lineal de los elementos (×10-6 °C-1) :[11]

| H      |         |         |        |        |        |         |         |        |         |         |         |         |         |         |         |    | He |
| Li 46  | Be 11,3 |         |        |        |        |         |         |        |         |         |         | B       | C       | N       | O       | F  | Ne |
| Na 71  | Mg 24,8 |         |        |        |        |         |         |        |         |         |         | Al 23,1 | Si 2,49 | P       | S       | Cl | Ar |
| K 83,3 | Ca 22,3 | Sc 10,2 | Ti 8,6 | V 8,4  | Cr 4,9 | Mn 21,7 | Fe 11,8 | Co 13  | Ni 13,4 | Cu 16,5 | Zn 30,2 | Ga 18   | Ge 6,1  | As      | Se      | Br | Kr |
| Rb     | Sr 22,5 | Y 10,6  | Zr 5,7 | Nb 7,3 | Mo 4,8 | Tc      | Ru 6,4  | Rh 8,2 | Pd 11,8 | Ag 18,9 | Cd 30,8 | In 32,1 | Sn 22   | Sb 11   | Te      | I  | Xe |
| Cs 97  | Ba 20,6 | *       | Hf 5,9 | Ta 6,3 | W 4,5  | Re 6,2  | Os 5,1  | Ir 6,4 | Pt 8,8  | Au 14,2 | Hg 60,4 | Tl 29,9 | Pb 28,9 | Bi 13,4 | Po 23,5 | At | Rn |
| Fr     | Ra      | **      | Rf     | Db     | Sg     | Bh      | Hs      | Mt     | Ds      | Rg      | Cn      | Nh      | Fl      | Mc      | Lv      | Ts | Og |
| *      | La 12,1 | Ce 6,3  | Pr 6,7 | Nd 9,6 | Pm 11  | Sm 12,7 | Eu 35   | Gd 9,4 | Tb 10,3 | Dy 9,9  | Ho 11,2 | Er 12,2 | Tm 13,3 | Yb 26,3 | Lu 9,9  |    |    |
| **     | Ac      | Th 11   | Pa     | U 13,9 | Np     | Pu 46,7 | Am      | Cm     | Bk      | Cf      | Es      | Fm      | Md      | No      | Lr      |    |    |

## Valores del coeficiente de dilatación volumétrico
| Material | α (10-6 °C-1) | Material              | α (10-6 °C-1) | Material           | α (10-6 °C-1) | Material  | α (10-6 °C-1) |
| -------- | ------------- | --------------------- | ------------- | ------------------ | ------------- | --------- | ------------- |
| Aluminio | 69            | Bronce                | 57            | Hormigón           | 36            | Cobre     | 51            |
| Diamante | 3             | Etanol                | 746           | Arseniuro de galio | 17.4          | Gasolina  | 950           |
| Vidrio   | 25.5          | Vidrio borosilicatado | 9.9           | Glicerina          | 485           | Oro       | 42            |
| Helio    | 36.65         | Fosfuro de indio      | 13.8          | Invar              | 3.6           | Hierro    | 33.3          |
| Plomo    | 87            | Magnesio              | 78            | Mercurio           | 182           | Molibdeno | 14.4          |
| Níquel   | 39            | Abeto Douglas         | 75            | Platino            | 27            | PP        | 450           |
| PVC      | 156           | Cuarzo                | 1             | Carburo de silicio | 8.31          | Silicona  | 9             |
| Plata    | 54            | Sitall                | 0±0.45        | Acero inoxidable   | 51.9          | Acero     | 33.0 ~ 39.0   |
| Titanio  | 26            | Tungsteno             | 13.5          | Trementina         | 90            | Agua      | 207           |

Nota: La unidad de temperatura del SI es el kelvin (K). Sin embargo, como en la fórmula se manejan  incrementos de temperatura, el uso de kelvin o grados Celsius es equivalente.